# Cynthia suffusa
Cynthia suffusa är en fjärilsart som beskrevs av Oll 1888. Cynthia suffusa ingår i släktet Cynthia och familjen praktfjärilar. Inga underarter finns listade i Catalogue of Life.